# 니카이도 세이야
니카이도 세이야(일본어: 二階堂 正哉, 2000년 11월 2일~)는 일본의 축구 선수이다.

## 구단 경력
그는 2023년 J3리그의 YSCC 요코하마에 입단했다. 2024년 가이나레 돗토리로 이적했다.